# José Torres (football)
Pour les articles homonymes, voir José Torres.
José Augusto da Costa Séneca Torres, plus communément appelé José Torres né le 8 septembre 1938 à Torres Novas et mort le 3 septembre 2010 à Lisbonne, est un footballeur puis entraîneur de football portugais. Il évoluait au poste d'attaquant.

## Biographie
Il a fait partie de la grande équipe du Benfica des années 1960 avec Eusébio, José Águas, Mário Coluna et António Simões, des joueurs qu'il côtoyait également en équipe nationale (le Portugal termina troisième de la coupe du monde 1966 et Torres marqua 3 buts).

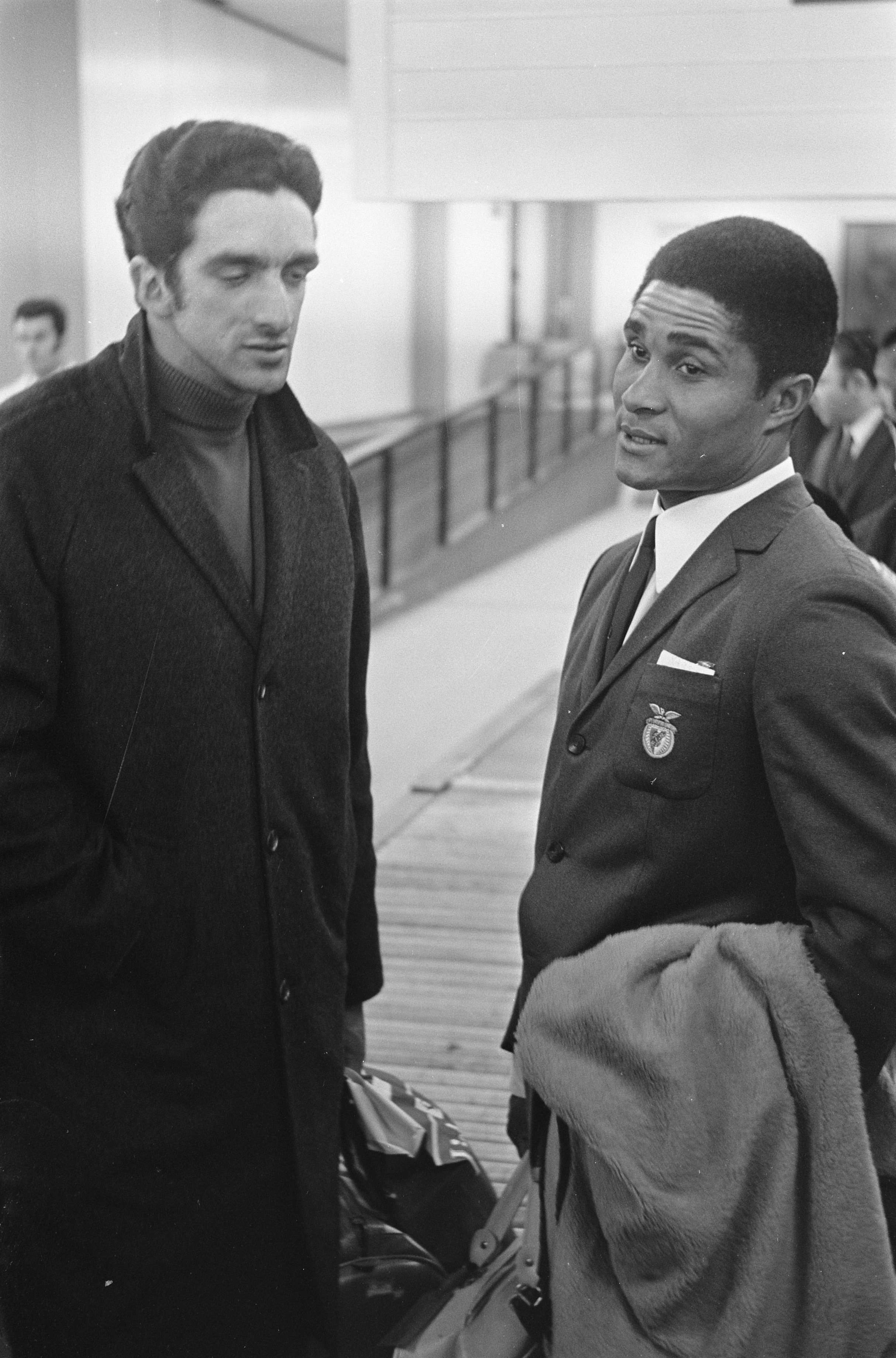
José Torres et Eusébio 10 février 1969.

Il compte 34 sélections équipe du Portugal pour 14 buts.
En tant qu'entraîneur, il fut sélectionneur du Portugal, qui obtint sa qualification pour le Mondial 1986 au Mexique. Les Portugais furent éliminés au premier tour de la compétition.
Il meurt dans la nuit du 2 au 3 septembre des suites de la maladie d'Alzheimer. Une minute de silence est observée à sa mémoire le soir même à Guimarães lors du match Portugal-Chypre comptant pour les éliminatoires de l'Euro 2012.

## Palmarès

### Joueur

#### En club
- Vainqueur de la Coupe d'Europe des Clubs Champions en 1961 et 1962 avec le Benfica Lisbonne
- Champion du Portugal en 1960,  1961, 1963, 1964, 1965, 1967, 1968, 1969 et 1971 avec le Benfica Lisbonne
- Vainqueur de la Coupe du Portugal en 1962, 1964, 1969 et  1970 avec le Benfica Lisbonne
- Finaliste de la Coupe d'Europe des Clubs Champions en 1963,  1965 et  1968 avec le Benfica Lisbonne

#### En équipe du Portugal
- 34 sélections et 14 buts entre 1963 et 1973
- 3ème de la Coupe du Monde en 1966

#### Distinction individuelle
- Meilleur buteur du championnat du Portugal en 1963 (26 buts)
- Meilleur buteur de la Ligue des champions de l'UEFA en 1965 (9 buts)